# Jour du Premier Contact
Le Jour du Premier Contact (en anglais : First Contact Day) est, dans l'univers de science-fiction de Star Trek, celui où s'est déroulé, le 5 avril 2063, la première rencontre entre des humains et une race extra-terrestre, les Vulcains en l’occurrence.
Pour les trekkies, la date du 5 avril revêt un caractère symbolique et elle donne régulièrement lieu à des événements culturels, aux États-Unis, en particulier: « Le 5 avril, 2063 est célèbre à la fois à l'intérieur et à l'extérieur de l'univers de Star Trek », précise la chercheure Ina Batzke.

## Le Jour du Premier Contact dans la sagaStar Trek

### L'événement
Zefram Cochrane construit le premier réacteur à distorsion de l’histoire humaine et lance le missile Phoenix, reconverti en vaisseau interstellaire, dans un vol d’essai, près de la Terre. Un vaisseau d’études vulcain passe justement non loin de là. Détectant la signature du réacteur à distorsion, les Vulcains devinent que les humains viennent de découvrir la manière de voyager à une vitesse supérieure à celle de la lumière (vitesse supraluminique). Ils décident alors d’entreprendre leur premier contact avec cette race qu'ils considèrent pourtant comme plutôt primitive.
Au XXIVe siècle, cet événement, fondation essentielle de la civilisation de la Fédération Unie des Planètes, se complique : les Borgs créent un vortex temporel, remontent le temps, arrivent sur Terre le 4 avril, veille du Premier Contact, et, tout en privant ainsi les humains de leur alliance avec d’autres races, assimilent la planète entière. Mais leur vortex se termine par une traînée, qui permet à l'Entreprise E du capitaine Jean-Luc Picard de rejoindre lui aussi le passé, et de le modifier en faveur de la race humaine. Le récit de l'événement est fait dans le film Star Trek : Premier Contact de Jonathan Frakes.

### Portée symbolique dans la saga
Pour les familiers de l'univers créé par Gene Roddenberry, le contexte historique dans lequel se passe le Premier Contact, autant que l'esprit de la rencontre entre les humains et les Vulcains, ont une portée hautement symbolique.
Guerres eugéniques (Série originale, voir l'épisode space seed, ou le film Star Trek 2 : La Colère de Khan), conflits atomiques, périodes à gouvernement totalitaire (TNG : Rendez-vous à Farpoint (Encounter at Farpoint), tout le canon startrekkien décrit notre avenir proche comme sombre et dangereux. Malheur, souffrances, pollution et pauvreté suscitent guerres et révolutions (voir dans DS9 le personnage de Gabriel Bell), et les humains désunis ne font que préparer les conditions pour de nouvelles catastrophes. Au 5 avril 2063, la Terre donne l'impression de n'être plus qu'un champ de ruines. Ce contexte donne à la rencontre entre Zefram Cochrane et la mission scientifique vulcaine une formidable aura d'espoir.
Après le Premier Contact, les humains s'unissent enfin, créant un gouvernement mondial. En quelques décennies le partage des connaissances, des idéaux et des ressources entre Vulcain et la Terre permet d'éradiquer pauvreté, maladie et pollution.
Pour les passionnés de Star Trek, célébrer le Jour du Premier Contact revient donc, d'une certaine manière, à formuler un très fort espoir en l'évolution positive de l'humanité, et en la possibilité qu'elle puisse s'unir à des êtres différents dans un ensemble de lois fondées sur le respect et le partage.
Certains d'entre eux émettent même l'espoir de réaliser là le typique paradoxe startrekkien qui consiste à créer une réalité à partir d'un univers de fiction : un des paradoxes est, par exemple, le baptême du premier vaisseau spatial portant le nom d'Enterprise. Dans l'ouvrage de Diane Carey de 1988, Star Trek: Final Frontier (non canonique cependant), l'Enterprise est baptisée d'après le nom de la première navette spatiale américaine, laquelle porte elle-même en réalité son nom d'après le célèbre vaisseau de Star Trek.

## Dans la culture populaire
La date du 5 avril a été choisie par le scénariste Ronald D. Moore, lors de l'écriture du film Star Trek : Premier Contact. Il s'est alors inspiré de la date de naissance de son fils aîné.
Chaque année, la Paramount, qui est propriétaire des droits sur la franchise Star Trek, organise des événements (comme des « marathons ») pour célébrer le Jour du Premier Contact.